# Anísio Silva
Anísio Souza Silva (ur. 18 czerwca 1969 w Guarulhos) – brazylijski lekkoatleta specjalizujący się w trójskoku. Czterokrotny mistrz Ameryki Południowej, dwukrotny złoty medalista mistrzostw ibero-amerykańskich, medalista igrzysk panamerykańskich, dwukrotny olimpijczyk (Barcelona, Atlanta).

## Przebieg kariery
W 1988 roku uczestniczył w mistrzostwach kontynentu do lat 20, na których zdobył złoty medal. Oprócz złota w konkurencji trójskoku zawodnik wywalczył też srebrne medale w konkurencjach skoku w dal oraz sztafety 4 × 100 m. Startował na światowym czempionacie juniorów rozgrywanym w Greater Sudbury, na którym zajął 8. miejsce. W 1990 roku po raz pierwszy został złotym medalistą mistrzostw ibero-amerykańskich, natomiast rok później sięgnął po pierwszy tytuł mistrza Ameryki Południowej. Był uczestnikiem igrzysk obu Ameryk w Hawanie, gdzie zdobył jedyny w karierze srebrny medal zmagań tej rangi.
W czasie rozgrywanych w Barcelonie igrzysk olimpijskich uzyskał w eliminacjach rezultat 16,03 m, z którym nie zakwalifikował się do fazy finałowej – z tym wynikiem zajął 17. miejsce w grupie oraz 29. miejsce w gronie wszystkich zawodników.
W 1993 roku obronił tytuł mistrza kontynentu (wynikiem 17,21 m ustanowił też nowy rekord mistrzostw) i niedługo później przystąpił do startu w mistrzostwach świata w Stuttgarcie. W porównaniu do startu na czempionacie rozgrywanym dwa lata wcześniej w Tokio, Brazylijczyk awansował do finału zmagań, który ostatecznie ukończył na 7. miejscu. Na mistrzostwach globu w Göteborgu nie udało mu się ponownie wejść do finału, w eliminacjach nie zdołał zaliczyć żadnej próby.
Na igrzyskach olimpijskich w Atlancie uzyskał w eliminacjach wynik 16,67 m i zajął z nim 9. miejsce w grupie, rezultat ten był zbyt słaby, aby Brazylijczyk mógł awansować do finału. Po tych zmaganiach wciąż zdobywał medale międzynarodowych imprez lekkoatletycznych, jednak Brazylijczykowi udało się to osiągnąć głównie na mistrzostwach kontynentu – w Mar del Plata, Bogocie oraz Barquisimeto.

## Osiągnięcia
| Rok     | Zawody                                   | Miasto          | Miejsce | Konkurencja        | Wynik |
| ------- | ---------------------------------------- | --------------- | ------- | ------------------ | ----- |
| 1988    | Mistrzostwa Ameryki Południowej juniorów | Cubatão         | srebro  | sztafeta 4 × 100 m | 41,48 |
| 1988    | Mistrzostwa Ameryki Południowej juniorów | Cubatão         | srebro  | skok w dal         | 6,99  |
| 1988    | Mistrzostwa Ameryki Południowej juniorów | Cubatão         | złoto   | trójskok           | 15,94 |
| 1988    | Mistrzostwa świata juniorów              | Greater Sudbury | 8.      | trójskok           | 15,53 |
| 1990    | Mistrzostwa ibero-amerykańskie           | Manaus          | złoto   | trójskok           | 16,71 |
| 1991    | Halowe mistrzostwa świata                | Sewilla         | 10.     | trójskok           | 16,44 |
| 1991    | Mistrzostwa Ameryki Południowej          | Manaus          | złoto   | trójskok           | 16,15 |
| 1991    | Igrzyska panamerykańskie                 | Hawana          | srebro  | trójskok           | 16,72 |
| 1991    | Mistrzostwa świata                       | Tokio           | 14. H   | trójskok           | 16,18 |
| 1992    | Mistrzostwa ibero-amerykańskie           | Sewilla         | srebro  | trójskok           | 16,40 |
| 1992    | Igrzyska olimpijskie                     | Barcelona       | 17. H   | trójskok           | 16,03 |
| 1993    | Mistrzostwa Ameryki Południowej          | Lima            | złoto   | trójskok           | 17,21 |
| 1993    | Mistrzostwa świata                       | Stuttgart       | 7.      | trójskok           | 17,19 |
| 1994    | Mistrzostwa ibero-amerykańskie           | Mar del Plata   | złoto   | trójskok           | 16,66 |
| 1995    | Halowe mistrzostwa świata                | Barcelona       | 10. H   | trójskok           | 16,19 |
| 1995    | Mistrzostwa świata                       | Göteborg        | NM H    | trójskok           | N/A   |
| 1996    | Igrzyska olimpijskie                     | Atlanta         | 9. H    | trójskok           | 16,67 |
| 1997    | Halowe mistrzostwa świata                | Paryż           | 11. H   | trójskok           | 16,22 |
| 1997    | Mistrzostwa Ameryki Południowej          | Mar del Plata   | złoto   | trójskok           | 16,24 |
| 1999    | Mistrzostwa Ameryki Południowej          | Bogota          | złoto   | trójskok           | 16,48 |
| 2003    | Mistrzostwa Ameryki Południowej          | Barquisimeto    | srebro  | trójskok           | 16,22 |
| Źródło: |                                          |                 |         |                    |       |

W latach 1990–1996 zdobył sześć złotych medali mistrzostw kraju.

## Rekordy życiowe
Rekord życiowy zawodnika (w trójskoku) to 17,32 m i został ustanowiony w La Chaux-de-Fonds dwukrotnie – 3 i 8 sierpnia 1993 roku.